# Найкращі люди (фільм)
«Найкращі люди» (англ. Best Men) — американська кримінальна комедія 1997 року.

## Сюжет
Троє хлопців зустрічають свого друга, що вийшов на свободу після трирічного ув'язнення. Вийшовши з в'язниці, він відразу ж збирається одружитися зі своєю дівчиною. По дорозі на весілля один з них просить зупинитися біля банку, щоб зняти там трохи грошей. Все це обертається пограбуванням, під час якого грабіжник декламує вірші Шекспіра, завдяки чому отримує прізвисько «Гамлет».

## В ролях
- Дін Кейн — Базз
- Енді Дік — Тедді
- Шон Патрік Фленері — Біллі
- Мітчелл Вітфілд — Сол
- Люк Вілсон — Джессі
- Фред Ворд — шериф Філліпс
- Реймонд Дж. Беррі — Гувер
- Дрю Беррімор — Хоуп
- Бред Дуріф — Ветеринар
- Трейсі Фрейм — Куерво
- Арт Едлер Браун — Картер
- Джефф Філліпс — Новачок
- Біфф Йеджер — мер Бор
- Кетрін Джустен — Еді
- Ді Мааскі — Дороті
- Кел Гібсон — охоронець
- Девід Веллс — священик
- К.К. Доддс — Сінді Варгас
- Пітер Зусман — людина в натовпі 3
- Вільям Мартін Бреннан — банківський службовець
- Венді Вортінгтон — менеджер банку
- Террі Гатенс — бандит 2
- Брайан Хейес Каррі — бандит 3
- Роберт Харві — репортер
- Емі Етра — жінка в натовпі 1
- Енн фон Херрманн — касир банку
- Крістіна Луїза — жінка в натовпі 2
- Джордж Крісті — шериф Бейкер
- Цезар Луїзі — помічник ФБР
- Дьюк Валенті — снайпер